# 15779 Scottroberts
15779 Scottroberts è un asteroide della fascia principale. Scoperto nel 1993, presenta un'orbita caratterizzata da un semiasse maggiore pari a 2,3245114 au e da un'eccentricità di 0,2425294, inclinata di 23,21648° rispetto all'eclittica.
L'asteroide è dedicato allo statunitense Scott Roberts.